# Sirkka Turkka
Pour les articles homonymes, voir Turkka.
Sirkka Turkka (née le 2 février 1939 à Helsinki et morte le 23 octobre 2021 à Lohja) est une écrivaine finlandaise.

## Œuvres
- (fi) Huone avaruudessa : runoja, Helsinki, Tammi, 1973, 82 p. (ISBN 951-30-2557-8)
- (fi) Valaan vatsassa : kertomus, Helsinki, Tammi, 1975, 76 p. (ISBN 951-30-3482-8)
- (fi) Minä se olen, Helsinki, Tammi, 1976 (ISBN 951-30-3741-X)
- (fi) Yö aukeaa kuin vilja : runoja, Helsinki, Tammi, 1978, 73 p. (ISBN 951-30-4380-0)
- (fi) Mies joka rakasti vaimoaan liikaa, Helsinki, Tammi, 1979 (ISBN 951-30-4604-4)
- (fi) Kaunis hallitsija, Helsinki, Tammi, 1981 (ISBN 951-30-5459-4)
- (fi) Vaikka on kesä, Helsinki, Tammi, 1983 (ISBN 951-30-5759-3)
- (fi) Teokset 1973–1983, Helsinki, Tammi, 1985 (ISBN 951-30-6144-2)
- (fi) Tule takaisin, pikku Sheba : runoja, Helsinki, Tammi, 1986, 54 p. (ISBN 951-30-6499-9)
- (fi) Voiman ääni, Helsinki, Tammi, 1989 (ISBN 951-30-9279-8)
- (fi) Sielun veli, Helsinki, Tammi, 1993 (ISBN 951-31-0176-2)
- (fi) Nousevan auringon talo, Helsinki, Tammi, 1997 (ISBN 951-31-1035-4)
- (fi) Tulin tumman metsän läpi : runoja, Helsinki, Tammi, 1999, 64 p. (ISBN 951-31-1510-0)
- (fi) Niin kovaa se tuuli löi, Helsinki, Tammi, 2004 (ISBN 951-31-3055-X)
- (fi) Runot 1973–2004, Helsinki, Tammi, 2005, 821 p. (ISBN 951-31-3401-6)

## Prix
- Prix de la littérature de l'État finlandais (1980, 1984)
- Prix Finlandia (1986)
- Prix de l'ours dansant (1994)
- Médaille Pro Finlandia (1996)
- Prix Eino Leino (2000)
- Prix Tammi, (2002)
- Prix Aleksis Kivi (2005)
- Prix Nuori Voima (2009)
- prix Tomas Tranströmer (de) (2016)[2]